# Szymon Berneux
Św. Szymon Berneux, Simon Berneux, Siméon-François Berneux (ur. 14 maja 1814 r. w Château-du-Loir we Francji – zm. 7 marca 1866 r. w Saenamteo, Korea) – święty Kościoła katolickiego, biskup, misjonarz, męczennik.

## Życiorys
Pochodził z biednej rodziny. Jego matka była pobożną osobą i dała mu dobre wykształcenie religijne. Gdy miał 10 lat postanowił, że zostanie księdzem. W związku z tym w 1831 r. wstąpił do seminarium w Le Mans. Z powodu problemów zdrowotnych przerwał naukę na 2 lata i w tym czasie pracował jako guwerner. Następnie wrócił do seminarium. Wyświęcono go na księdza 30 maja 1837 r. Został nauczycielem i kierownikiem duchowym w seminarium w Mans. 15 lipca 1839 r. wstąpił do Francuskiego Stowarzyszenia Misji Zagranicznych (Missions Étrangères de Paris). Chciał jechać do Korei, gdzie trwały prześladowania. 15 stycznia 1840 r. opuścił Paryż. W Manili spotkał biskupa Retorda, który chciał zabrać go do Tonkinu w Chinach. Ostatecznie zaczął pracować w Indochinach. Został schwytany przez prześladowców i ciężko pobity. Skazano go na śmierć, ale po interwencji francuskiego admirała został uwolniony. Następnie udał się do Singapuru i Makau. 5 sierpnia 1854 r. został mianowany przez papieża Piusa IX czwartym z kolei Wikariuszem Apostolskim Korei i tytularnym biskupem Capsy. Biskup Berneux założył seminarium w Baeron oraz rozpoczął publikowanie katolickich książek w Korei. Mianował Antoniego Daveluy biskupem pomocniczym. Został aresztowany 23 lutego 1866 r. i po okrutnych torturach ścięty 7 marca 1866 r. w Saenamteo w Seulu.
Jego relikwie w 2001 r. przeniesiono do Berlina.

## Dzień obchodów
20 września (w grupie 103 męczenników koreańskich)

## Proces beatyfikacyjny i kanonizacyjny
Beatyfikowany 6 października 1968 r. przez Pawła VI w grupie 24 męczenników, kanonizowany 6 maja 1984 r. przez Jana Pawła II w grupie 103 męczenników koreańskich.